# Haristikija
Haristikija je bilo ime za ustupanje prava nad osiromašenim ili zapuštenim samostanskim i crkvenim dobrima bogatim svjetovnjacima u Bizantskom carstvu.